# Titao
Titao – miasto w północnej części Burkiny Faso. Jest stolicą prowincji Loroum.